# A.D. 2010 - La buona novella
A.D. 2010 - La buona novella è un album tributo del gruppo musicale italiano Premiata Forneria Marconi, pubblicato il 26 aprile 2010 dalla Aereostella e dalla Immaginifica.

## Descrizione
Si tratta un riarrangiamento dell'album La buona novella di Fabrizio De André del 1970 tratto da alcuni Vangeli apocrifi.
La Premiata Forneria Marconi aveva già suonato con De André nella versione originale del disco in qualità di session men; in seguito alcuni brani come Il testamento di Tito e Maria nella bottega del falegname divennero pezzi che il gruppo riarrangiò e portò in concerto nei loro tour.
L'album è stato promosso da un concerto speciale organizzato dal gruppo il 2 febbraio 2010 a Firenze.

## Tracce
I testi sono stati composti da Fabrizio De André e curati da Roberto Dané mentre gli arrangiamenti sono a cura della Premiata Forneria Marconi.
1. Universo e Terra (Preludio) - 2:25
2. L'infanzia di Maria incluso La Tentazione - 10:01
3. Il ritorno di Giuseppe incluso Il Respiro del Deserto - 9:12
4. Il Sogno di Maria - 5:55
5. Ave Maria incluso Aria per Maria - 3:49
6. Maria nella bottega di un Falegname incluso Rumori di Bottega - 4:47
7. Via della Croce incluso Scintille di Pena - 7:08
8. Tre Madri incluso Canto delle Madri - 5:24
9. Il Testamento di Tito - 7:01
10. Laudate Hominem incluso Ode all'Uomo - 6:36

## Formazione
Gruppo
- Franz Di Cioccio – voce, batteria, percussioni
- Franco Mussida – voce, chitarra
- Patrick Djivas – basso

Altri musicisti
- Lucio Fabbri – violino, chitarra acustica
- Gianluca Tagliavini – tastiera
- Piero Monterisi – batteria